# Джин Родденберрі
Юджін Веслі Родденберрі (англ. Eugene Wesley Roddenberry; *19 серпня 1921 — †24 жовтня 1991) — американський сценарист і продюсер. Найзнаніший як творець науково-фантастичного телевізійного серіалу «Зоряний шлях» (англ. Star Trek).

## Біографія
Джін Родденберрі народився 19 серпня 1921 року у місті Ель Пасо, Техас, США у сім'ї Едворда Родденберрі та Кароліни Глен. Коли йому ще не виповнилося двох років, він з сім'єю переїхав в Лос-Анджелес, США. В дитинстві Джін ледве врятувався від пожежі в його будинку, бувши врятованим молочником. Він захоплювався читанням палп-журналів, зокрема творами Едґара Барроуза про Джона Картера й Тарзана.
Закінчивши коледж у 1941 році, наслідуючи приклад батька, він почав навчатися на поліцейського, одночасно отримуючи права льотчика. У 1941, після нальоту японських льотчиків на Пірл-Харбор, Джін був призваний до лав армії США, в ВПС. Він прослужив у ВПС з 1941 по 1945 на бомбардувальнику B-17. За час війни він здійснив 89 бойових вильотів, отримав звання лейтенанта і нагороди за видатні заслуги. Перебуваючи в південній частині Тихого океану, він також почав писати. В 1942 одружився з Айлін Рексроат.
Повернувшись із війни, став спеціалістом з усунення несправностей для ВПС у Вашингтоні, округ Колумбія, розслідуючи причини авіакатастроф під враженням від пережитої в 1943 році аварії. Після закінчення війни приєднався до Pan American World Airways. У цей час він також вивчав літературу в Колумбійському університеті.
Внаслідок авіаційної катастрофи в 1947 в Сирії він зламав два ребра, але доставив пасажирів до місця евакуації. Після цього Джін вирішив відмовитися від кар'єри льотчика і влаштувався в поліцію Лос-Анджелеса, де прослужив з 1949 по 1956. В той час в США поширювалося телебачення і Джін зрозумів, що новому медіа будуть потрібні сценаристи. Його ранній доробок включав консультування творців серіалу «Містер окружний прокурор», потім писав сценарії для «Дорожнього патруля» і «Я вів три життя» під псевдонімом Роберт Веслі. Затвердившись як автор сценаріїв для телесеріалів, він звільнився з роботи в поліції та став фрилансером. Джін посідав посаду головного сценариста «Історії Вест-Пойнта», хоча його концепції не були використані. Сценарій до епізоду «Маю ствол — буду мандрувати», «Єлена Абаджініанська», здобув нагороду Гільдії письменників Америки (WGA) за найкращу телевізійну п'єсу в 1958 році.
Старт кар'єри сценариста був успішний, після роботи над чужими серіалами він взявся за власний серіал «Лейтенант» і потім «Зоряний шлях», який і приніс йому світове визнання. Інші телевізійні проєкти Родденберрі 1970-х були менш успішні.
Родденберрі був членом виконавчої ради Гільдії письменників і губернатором Академії телевізійних мистецтв і наук. Він мав три почесні ступені доктора наук: доктор гуманної літератури Емерсон-коледжу (1977), доктор літератури Юніон-коледжу в Лос-Анджелесі та доктор наук Кларксон-коледжу в Потсдамі, Нью-Йорк (1981).
4 вересня 1986 року шанувальники Джіна Родденберрі подарували йому зірку на Голлівудській алеї слави. Він став першим сценаристом/продюсером, удостоєним такої честі. «Зоряний шлях: Наступне покоління» в перший рік показів був нагороджений премією Пібоді 1987 року як «Кращий із найкращих». Серіал також отримав багато престижних нагород «Еммі» протягом семи років. У лютому 1990 року організація «March of Dimes» ушанувала Родденберрі Меморіальною премією Джека Бенні за життєві досягнення. Його новелізація фільму «Зоряний шлях: фільм» (1979) продалася накладом близько мільйона примірників і багато тижнів займала перше місце в національних списках бестселерів.
Родденберрі був двічі одружений: у 1942 та в 1969. Перша дружина — Айлін Рексроат — його шкільна подруга. У нього були романтичні стосунки з актрисами Нішель Ніколс і Маджел Барретт. З Меджел — актрисою, з якою він познайомився на зніманні «Все в ряд гарні дівчата». У нього було дві дочки від першого шлюбу та син від другого — Юджін Веслі Родденберрі-молодший, що народився в 1974.
У 1989 році Родденберрі пережив перший інсульт, а в 1991 році другий, внаслідок чого його правий бік був паралізований, і він змушений був пересуватися в інвалідному візку. Він почав втрачати зір на праве око і йому було важко спілкуватися. За два дні до смерті Родденберрі встиг переглянути присвячений йому фільм «Зоряний шлях: Невідкрита країна».
Джін Родденберрі помер 24 жовтня 1991. За його заповітом, його прах (разом з прахом ще 23 космічних піонерів і ентузіастів) був у спеціальній капсулі запущений в космос на ракеті «Пегас».

## Телевізійна кар'єра

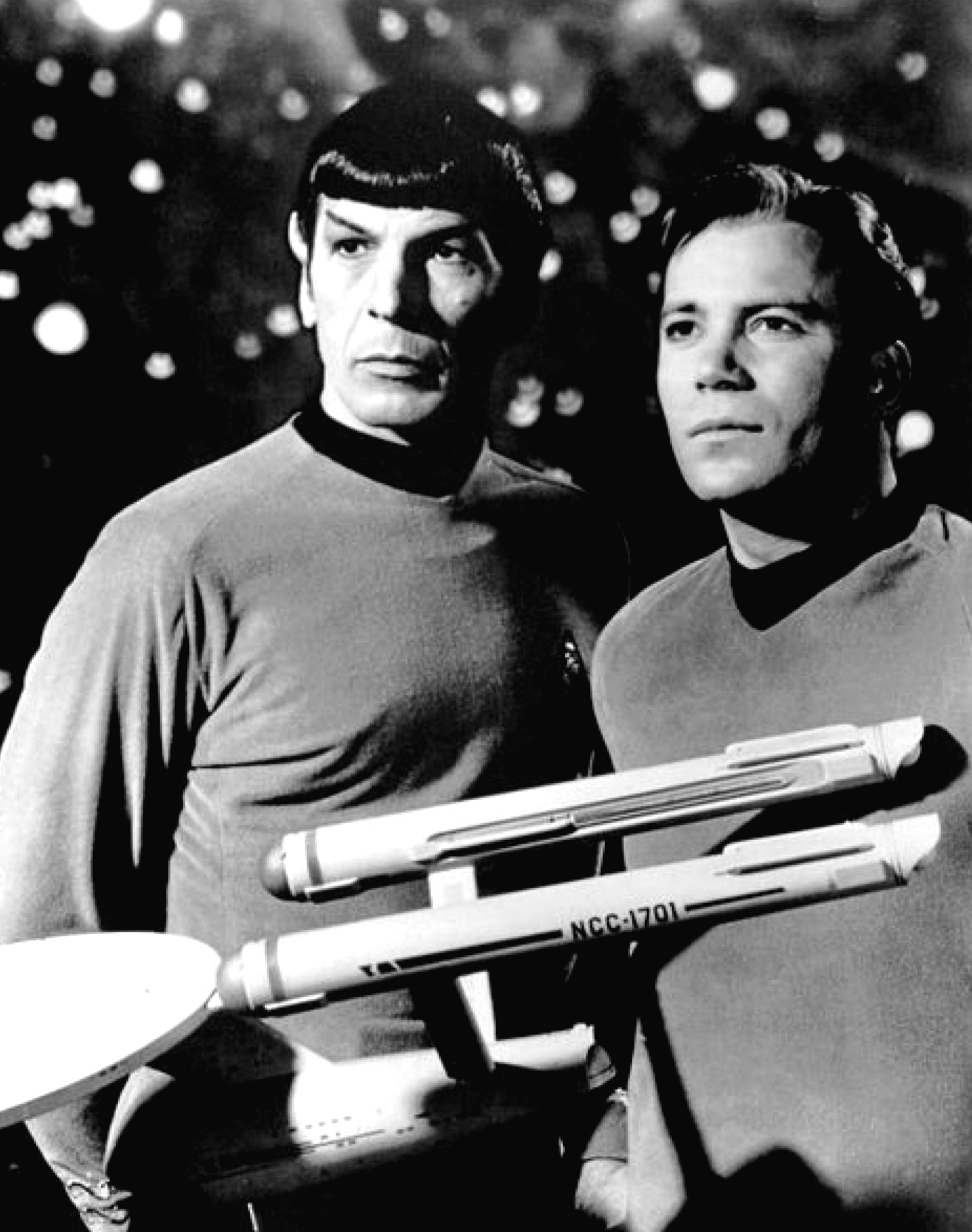
Леонард Німой у ролі Спока і Вільям Шетнер у ролі Кірка перед моделлю зорельота «Ентерпрайз» із «Зоряного шляху»

У 1950-х роках Джін Родденберрі підробляв сценаристом на американському телебаченні та брав участь у роботі над серіалами «Маю ствол — буду мандрувати» та іншими. Перші свої сценарії він підписував псевдонімом Роберт Веслі.
Недовга теледрама «Лейтенант» (1963—1964) описувала життя лейтенанта морської піхоти США, який проходить свою складну військову кар'єру в Кемп-Пендлтон. «Лейтенант» був одним із перших телесеріалів, який надав критичний погляд на американський мілітаризм. У ньому грали багато майбутніх телезірок, таких як Гері Локвуд і Денніс Гоппер.
Ідея створення науково-фантастичного шоу у Родденберрі з'явилася в 1964. Ідея нового серіалу була запропонована каналу CBS, але цей контракт виявився невдалим і Джін запропонував свої послуги NBC. У тому ж році Джін написав сценарій і спродюсував пілотний епізод «Клітка» (англ. The Cage) з Джеффрі Гантером в ролі капітана Крістофера Пайка. Втім, епізод не викликав ентузіазму у керівництва каналу і проєкт був відкладений. До того ж, відмовився від знімання Гантер.
Джін зв'язався зі знайомими сценаристами і запропонував компанії три нових сценарії, один з яких був схвалений. Трохи пізніше розпочали знімання нової пілотної серії. Використовувалися старі декорації, що сильно скоротили бюджет фільму. Новий серіал, який отримав назву «Зоряний Шлях» (пізніше — «Зоряний шлях: Оригінальний серіал») вийшов на екран у 1966 році.
Телефільм «Поліцейська історія» (1967), що вийшов трохи пізніше, розповідав про елітний загін поліцейських, які повинні схопити потенційного терориста, перш ніж він зашкодить їхньому місту.
«Все в ряд гарні дівчата» (1971) був про каліфорнійського детектива, якому доручено розслідувати серію вбивств у місцевій середній школі. Фільм, однак, було визнано поверхневим і переповненим гумором на сексуальну тематику.
Інший серіал, «Генезис II», що показувався в 1973 році, багато в чому був ідейною протилежністю «Зоряному шляху». За сюжетом працівник НАСА опинявся в постапокаліптичному майбутньому, де допомагав утопічному пацифістському суспільству протистояти мутантам. На відміну від «Зоряного шляху», «Генезис II» просував ідею, що іноді потрібні прямі жорсткі дії, щоб зупинити більшу загрозу.
У 1974 році Джін розробив ідею серіалу «Планета Земля» про чоловіка, котрий опинився в матріархальному майбутньому, де чоловіки стали людьми другого сорту. Вийшов лише перший епізод у форматі телефільму. Глядачі не схвалили настрій твору, що відрізнявся від оптимістичного «Зоряного шляху».
Фільм «Плівка квестора» (1974) був унікальною частиною спадщини Родденберрі, оскільки його ідея виникла як епізод «Зоряного шляху». Сюжет розповідав про андроїда, який шукав втрачену частину своєї пам'яті. Потім основа сюжету послугувала базисом для епізоду «Наступного покоління» під назвою «Призначення: Земля».
Попри те, що наукова фантастика була жанром, у якому Джін досяг найбільшого успіху, фільм жахів «Спектр» (1977) розповідав про окультиста, якого найняла британська сім'я, щоб з'ясувати, чи займалася їхня донька чаклунством. Як і більшість проєктів Родденберрі в 1970-х роках, «Спектр» планувався як перший епізод телесеріалу, але став повнометражним телефільмом.
Крім Оригінального серіалу Джін Родденберрі є творцем другого серіалу епопеї — «Зоряний шлях: Нове покоління», роботи над яким почалися в 1985 (на екрани серіал вийшов у 1987). Після смерті Джіна в 1991 роботу над серіалом продовжив Рік Берман.
На додаток до роботи над серіалами, Родденберрі став автором повнометражного фільму «Зоряний шлях: Фільм» (1979).

## Спадщина

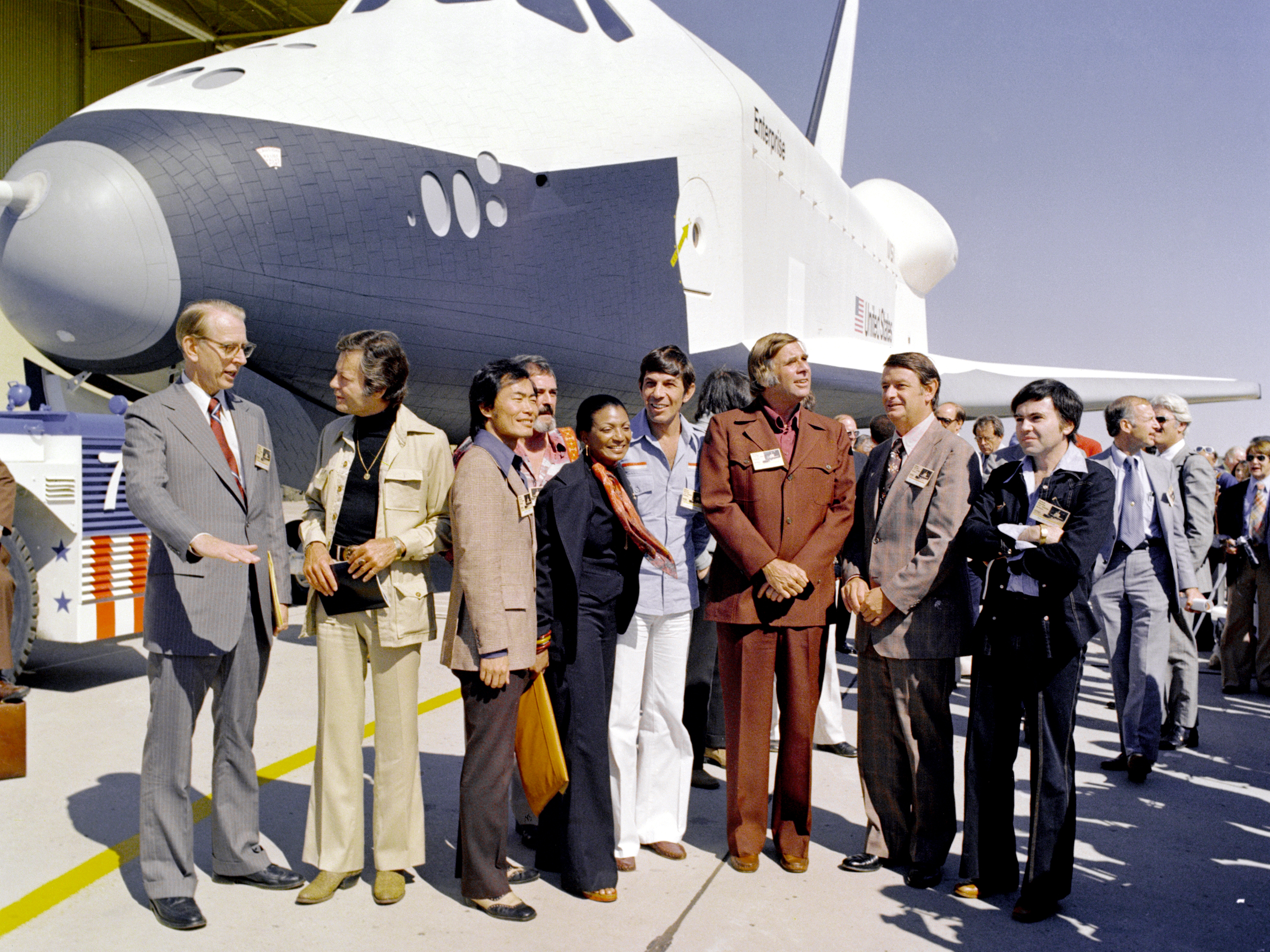
Джін з акторами «Зоряного шляху» біля шаттла «Ентерпрайз», 1976 р.

Після смерті Родденберрі «Зоряний шлях» не був забутий. Був дознятий серіал «Зоряний шлях: Наступне покоління» (останній епізод вийшов у 1994). Родденберрі вказується як творець серіалів-продовжень, які були створені вже після його смерті: «Глибокий космос 9», «Вояджер» і «Ентерпрайз». На основі «Зоряного шляху» також були зняті повнометражні фільми, що доповнюють серіали. Деякі з них — ще за життя Джіна.
Різноманітний акторський склад «Оригінального серіалу», що включав темношкірих і азійських персонажів у головних ролях, пізніше надихнув майбутніх астронавтів, таких як Фредерік Дрю Грегорі, Рональд Макнейр і Мей Джемісон, вирушити в космос. Телепродюсер Алекс Курцман казав, що головним внеском Родденберрі в описи расової різноманітності майбутнього була відсутність окремого її виділення: рівність усіх людей зображалася як повсякденна норма. На честь зорельота «Ентерпрайз» із «Зоряного шляху» названо шаттл 1976 року випуску.
Крім того лишилися нереалізовані Джіном за життя ідеї, що були використані іншими сценаристами та продюсерами.
З усіх проєктів Родденберрі після «Зоряного шляху» одним із найуспішніших і найтриваліших став серіал «Земля: Останній конфлікт» (1997—2002). В ньому розповідалося про зміни, що настали в людському суспільстві після прибуття доброзичливих інопланетян. Проте як з'ясовували головні герої, насправді прибульці переслідували власні, часто злочинні цілі.
Серіал «Андромеда» (2002—2005) реалізовував ідею, розроблювану Родденберрі для «Зоряного шляху», але став окремим проєктом. В ньому йшлося про те, як екіпаж зорельота «Андромеда» потрапляє в майбутнє та відновлює занепалу цивілізацію, відому як Співдружність. Цю ж ідею потім було використано в серіалі «Зоряний шлях: Дискавері».